# Franco Fantasia
Franco Fantasia (Rodi, 5 marzo 1924 – Roma, 10 novembre 2002) è stato un attore italiano.

## Biografia
Ha interpretato oltre 130 film, molti divenuti dei cult movie, prevalentemente di genere. Tra i titoli da lui interpretati vi sono Zombi 2, Mangiati vivi!, Milano rovente e Il grande duello. Svolse anche ruoli di maestro d'armi e di direttore della produzione.

## Filmografia parziale

Sophia Loren e Franco Fantasia in Peccato che sia una canaglia (1954)

### Cinema
- Il capitano nero, regia di Giorgio Ansoldi e Alberto Pozzetti (1951)
- Quo vadis, regia di Mervyn LeRoy (1951)
- Tizio Caio Sempronio, regia di Marcello Marchesi, Vittorio Metz e Alberto Pozzetti (1952)
- Peccato che sia una canaglia, regia di Alessandro Blasetti (1954)
- Il segno di Venere, regia di Dino Risi (1955)
- Accadde al penitenziario, regia di Giorgio Bianchi (1955)
- Il ferroviere, regia di Pietro Germi (1956)
- Il figlio del corsaro rosso, regia di Primo Zeglio (1959)
- La scimitarra del Saraceno, regia di Piero Pierotti (1959)
- I cavalieri del diavolo, regia di Siro Marcellini (1959)
- Il terrore della maschera rossa, regia di Luigi Capuano (1959)
- I Reali di Francia, regia di Mario Costa (1959)
- I cosacchi, regia di Giorgio Rivalta e Viktor Turžanskij (1960)
- La Venere dei pirati, regia di Mario Costa (1960)
- Costantino il Grande, regia di Lionello De Felice (1961)
- Drakut il vendicatore, regia di Luigi Capuano (1961)
- Zorro alla corte di Spagna, regia di Luigi Capuano (1962)
- Il colpo segreto di d'Artagnan, regia di Siro Marcellini (1962)
- Il duca nero, regia di Pino Mercanti (1963)
- Le tre spade di Zorro, regia di Ricardo Blasco (1963)
- Zorro e i tre moschettieri, regia di Luigi Capuano (1963)
- D'Artagnan contro i 3 moschettieri, regia di Fulvio Tului (1963)
- Il boia di Venezia, regia di Luigi Capuano (1963)
- Il colosso di Roma, regia di Giorgio Ferroni (1964)
- Il figlio di Cleopatra, regia di Ferdinando Baldi (1964)
- Sandokan contro il leopardo di Sarawak, regia di Luigi Capuano (1964)
- Il Leone di San Marco, regia di Luigi Capuano (1964)
- Un dollaro bucato, regia di Giorgio Ferroni (1965)
- Buffalo Bill - L'eroe del Far West, regia di Mario Costa (1965)
- La magnifica sfida, regia di Miguel Lluch (1965)
- I tre del Colorado, regia di Amando de Ossorio (1965)
- Il rinnegato del deserto (Una ráfaga de plomo), regia di Paolo Heusch e Antonio Santillán (1965)
- Kriminal, regia di Umberto Lenzi (1966)
- 7 dollari sul rosso, regia di Alberto Cardone (1966)
- 1000 dollari sul nero, regia di Alberto Cardone (1966)
- Attentato ai tre grandi, regia di Umberto Lenzi (1967)
- La cintura di castità, regia di Pasquale Festa Campanile (1967)
- L'avventuriero, regia di Terence Young (1967)
- Mister X, regia di Piero Vivarelli (1967)
- Per un pugno di eroi (Eine Handvoll Helden), regia di Fritz Umgelter (1967)
- Odissea, regia di Franco Rossi, Piero Schivazappa, Mario Bava – miniserie TV (1968)
- Vivo per la tua morte, regia di Camillo Bazzoni (1968)
- I nipoti di Zorro, regia di Marcello Ciorciolini (1968)
- Il lungo giorno del massacro, regia di Alberto Cardone (1968)
- Gangsters per un massacro, regia di Gianfranco Parolini (1968)
- Zorro alla corte d'Inghilterra, regia di Franco Montemurro (1969)
- La legione dei dannati, regia di Umberto Lenzi (1969)
- Indio Black, sai che ti dico: sei un gran figlio di..., regia di Gianfranco Parolini (1970)
- C'è Sartana... vendi la pistola e comprati la bara!, regia di Giuliano Carnimeo (1970)
- È tornato Sabata... hai chiuso un'altra volta!, regia di Gianfranco Parolini (1971)
- Un omicidio perfetto a termine di legge, regia di Tonino Ricci (1971)
- Le calde notti di Don Giovanni, regia di Alfonso Brescia (1971)
- Sette orchidee macchiate di rosso, regia di Umberto Lenzi (1972)
- I leoni di Pietroburgo, regia di Mario Siciliano (1972)
- Il grande duello, regia di Giancarlo Santi (1972)
- Amico, stammi lontano almeno un palmo, regia di Michele Lupo (1972)
- Milano rovente, regia di Umberto Lenzi (1973)
- Simbad e il califfo di Bagdad, regia di Pietro Francisci (1973)
- Diario segreto da un carcere femminile, regia di Rino Di Silvestro (1973)
- Una vita lunga un giorno, regia di Ferdinando Baldi (1973)
- Carambola, regia di Ferdinando Baldi (1974)
- Sandokan, regia di Sergio Sollima – miniserie TV (1976)
- Il Corsaro Nero, regia di Sergio Sollima (1976)
- La tigre è ancora viva: Sandokan alla riscossa!, regia di Sergio Sollima (1976)
- Gli esecutori, regia di Maurizio Lucidi (1976)
- La via della droga, regia di Enzo G. Castellari (1977)
- Il prefetto di ferro, regia di Pasquale Squitieri (1977)
- California, regia di Michele Lupo (1977)
- La montagna del dio cannibale, regia di Sergio Martino (1978)
- L'inquilina del piano di sopra, regia di Ferdinando Baldi (1978)
- Zombi 2, regia di Lucio Fulci (1979)
- Contro 4 bandiere, regia di Umberto Lenzi (1979)
- Mangiati vivi!, regia di Umberto Lenzi (1980)
- Il leone del deserto, regia di Moustapha Akkad (1981)
- La vera storia della rivoluzione francese (Liberté, égalité, choucroute), regia di Jean Yanne (1985)
- Squadra selvaggia, regia di Umberto Lenzi (1985)
- L'inchiesta, regia di Damiano Damiani (1986)
- Obiettivo poliziotto, regia di Umberto Lenzi (1990)
- Buck ai confini del cielo, regia di Tonino Ricci (1991)
- Caccia allo scorpione d'oro, regia di Umberto Lenzi (1991)
- Something to Believe In, regia di John Hough (1998)
- Incontri proibiti, regia di Alberto Sordi (1998)
- Fantozzi 2000 - La clonazione, regia di Domenico Saverni (1999)
- L'ombra del gigante, regia di Roberto Petrocchi (2000)

## Doppiatori italiani
- Gualtiero De Angelis in I cavalieri del diavolo, Il duca nero, 7 dollari sul rosso
- Giorgio Piazza in Zorro alla corte di Spagna, D'Artagnan contro i 3 moschettieri, Il corsaro nero
- Bruno Persa in Il boia di Venezia, Il Leone di San Marco,  Sandokan contro il leopardo di Sarawak
- Carlo Alighiero in Vivo per la tua morte, Il lungo giorno del massacro, Carambola
- Arturo Dominici in Un dollaro bucato, Amico, stammi lontano almeno un palmo
- Pino Locchi in La Venere dei pirati, Milano rovente
- Riccardo Cucciolla in Drakut il vendicatore
- Riccardo Mantoni in Il colosso di Roma
- Glauco Onorato in Buffalo Bill - L'eroe del Far West
- Michele Malaspina in Le tre spade di Zorro
- Aldo Giuffré in I tre del Colorado
- Cesare Barbetti in Kriminal
- Luciano De Ambrosis in 1000 dollari sul nero
- Luigi Vannucchi in Attentato ai tre grandi
- Renato Turi in L'avventuriero
- Nando Gazzolo in Gangsters per un massacro
- Sergio Tedesco in Zorro alla corte d'Inghilterra
- Giampiero Albertini in La legione dei dannati
- Nino Dal Fabbro in È tornato Sabata... hai chiuso un'altra volta!
- Carlo D'Angelo in I leoni di Pietroburgo
- Alessandro Sperlì in Una vita lunga un giorno
- Renato Mori in California
- Mario Milita in Contro 4 bandiere
- Antonio Guidi in L'inchiesta